# 栃木県立足利清風高等学校
栃木県立足利清風高等学校（とちぎけんりつあしかがせいふうこうとうがっこう）は栃木県足利市山下町に所在する公立の高等学校。
2007年（平成19年）に栃木県立足利西高等学校と栃木県立足利商業高等学校の2校が統合され開校した。

## 設置学科
- 普通科（2学級）
- 商業科（2学級）
- 情報処理科（1学級）(廃科)

## 概要
歴史
2007年（平成19年）に足利市内の県立高等学校2校（足利商業高等学校と足利西高等学校）が統合され開校した。2012年（平成24年）に創立5周年を迎えた。
教育目標
「互いに敬愛し、豊かな教養を身につけ、健康で社会に貢献できる人間を育成する。」
校章
背景は鏡（八稜鏡）をかたどっており、「清風」の文字（横書き）が入っている。

## 沿革
旧・足利商業高校
- 1963年（昭和38年）
  - 1月1日 - 「栃木県立足利商業高等学校」が設置される。
  - 4月1日 - 葉鹿町の仮校舎で開校。
  - 5月28日 - 開校式を挙行。
- 1965年（昭和40年）- 校舎が完成。
- 1988年（昭和63年）4月1日 - 男女枠募集定員を廃止。
- 1990年（平成2年）4月1日 - 情報処理科を設置。
- 2007年（平成19年）4月1日 - 栃木県立足利清風高等学校新設のため、生徒募集を停止。
- 2009年（平成21年）3月31日 - 閉校。

旧・足利西高校
- 1969年（昭和44年）4月1日 - 葉鹿町に「栃木県立足利女子高等学校西分校」が設置される。昼間二部制の定時制課程。
- 1972年（昭和47年）
  - 4月1日 - 栃木県立足利女子高等学校から分離し、「栃木県立足利西高等学校」として独立。
  - 5月10日 - 大前町に移転。この日を創立記念日に制定。
- 1985年（昭和60年）4月1日 - 全日制課程普通科を設置。
- 1993年（平成5年）3月31日 - 定時制課程を廃止。
- 2007年（平成19年）4月1日 - 栃木県立足利清風高等学校新設のため、生徒募集を停止。
- 2009年（平成21年）3月31日 - 閉校。
  - 最終所在地 - 〒326-0845 栃木県足利市大前町103-11（北緯36度21分24.5秒 東経139度23分30.4秒 / 北緯36.356806度 東経139.391778度）
  - 校舎は映画やドラマ、CMなどのロケ地として利用されている[1]。

統合・足利清風高校
- 2005年（平成17年）6月16日 - 栃木県立足利商業高等学校と栃木県立足利西高等学校の統合による新校設置準備委員会が設置される。この日を創立記念日とする。
- 2007年（平成19年）
  - 1月1日 - 「栃木県立足利清風高等学校」が設置される。
  - 2月28日 - 特別棟「清風館」が完成。
  - 4月1日 - 上記2校が統合され、「栃木県立足利清風高等学校」（現校名）が開校。栃木県立足利商業高等学校に併設される。
- 2008年（平成20年）4月26日 - 学生チャレンジショップ事業（足利市・足利商工会議所連携）への参加を開始。
- 2009年（平成21年）3月31日 - 栃木県立足利商業高等学校の閉校により、校地と校舎が完全に移管される。
- 2010年（平成22年）9月 - 完成年度を迎え、統合後初の文化祭「清風祭」を開催。
- 2012年（平成24年）9月28日 - 体育館の耐震工事が完了。
- 2013年（平成25年）
  - 4月1日 - 7限目の補習授業を導入。
  - 7月30日 - 武道場の耐震工事が完了。
- 2021年3月 - 情報処理科を募集停止予定[2]。

## 学校行事
3学期制
1学期
- 4月 - 入学式
- 5月 - 生徒総会
- 6月 - クラスマッチ（球技大会）
- 7月 - インターンシップ、三者面談
- 8月 - 中学生対象一日体験学習

2学期
- 9月 - 入社試験開始、体育祭
- 10月 - 修学旅行、体験学習
- 11月 - 校内マラソン大会、芸術鑑賞会
- 12月 - 課題研究発表大会、インターンシップ報告会

3学期
- 1月 - 大学入試センター試験、各種検定試験
- 2月 - 予餞会
- 3月 - 卒業式

## 部活動
運動部
- 野球部
- バドミントン部
- バスケットボール部
- ソフトボール部
- サッカー部
- ソフトテニス部
- 卓球部
- バレーボール部
- 陸上競技部

文化部
- ビジネス研究部
- 吹奏楽部
- 茶華道部
- 美術イラスト部
- 演劇部
- 写真部
- 英語部
- JRC
- 書道部

## 交通
最寄りの鉄道駅
- JR東日本 両毛線 「山前駅」から徒歩15分

最寄りの国道・県道
- 群馬県道・栃木県道67号桐生岩舟線

## 周辺
- 足利市立山前小学校
- 足利市立西中学校